# Oscar Mac Carthy
Pour les articles homonymes, voir MacCarthy.
Oscar Louis Alfred Mac Carthy (Paris, 1815 - Alger, 23 décembre 1894) est un géographe et explorateur français d'origine irlandaise.

## Biographie
Fils d'un érudit, Jacques Mac Carthy, qui l'associe à ses recherches, il s'installe à Alger en 1852 et est chargé par le gouverneur d'aller à Tombouctou en traversant le Sahara, mais l'expédition est annulée.
En 1857, il accompagne Henri Duveyrier à Laghouat. Il l'aide de nouveau en 1859 à préparer son voyage chez les Touaregs. En 1862, sa Carte du Sahara accompagnera la publication du récit de Duveyrier.
Directeur de la Bibliothèque nationale d'Algérie de 1869 à 1890, il sera le conseiller de nombreux explorateurs comme Victor Largeau, Louis Say, Paul Soleillet ou Paul Flatters.
Eugène Fromentin a laissé dans Une année dans le Sahel (1858), publié sous le nom de Louis Vandell, un portrait pittoresque de Mac Carthy.

## Publications
- Algeria Romana, 1857
- Géographie physique et économique de l'Algérie, 1858
- Considérations sur le chemin de fer de Sidi-bel-Abbès à Tlemcen, 1878